# Trofeo Internazionale Bastianelli
Die Trofeo Internazionale Bastianelli ist ein italienisches Straßenrad-Eintagesrennen.
Die Trofeo Internazionale Bastianelli wurde im Jahr 1977 zum ersten Mal ausgetragen. Seit 2005 ist sie Teil der UCI Europe Tour und ist in die UCI-Kategorie 1.2 eingestuft. Das Rennen findet jährlich im August in Atina statt.

## Siegerliste
| - 2015 Michele Gazzara - 2014 Nicola Gaffurini - 2013 Maqsat Ajasbajew - 2012 Luigi Miletta - 2011 Kristijan Đurasek - 2010 Carmelo Pantò - 2009 Radoslav Rogina - 2008 Peter Kennaugh - 2007 Francesco De Bonis - 2006 Rocco Capasso - 2005 Davide Torosantucci - 2004 Moisés Aldape - 2003 Jörg Strauss - 2002 Wladislaw Borissow | - 2001 Massimiliano Martella - 2000 Gianluca Fanfoni - 1999 Antonio Varriale - 1998 Gianluca Tonetti - 1997 Claudio Ainardi - 1996 Fabio Sacchi - 1995 Gianluca Vezzoli - 1994 Oscar Ferrero - 1993 Samuele Schiavana - 1992 Romualdo Apicella - 1991 Stefano Dante - 1990 Ezio Missori - 1989 Biagio Scarpato | - 1988 Daniele Bruni - 1987 Davide Brotini - 1986 Vittorio Barlocci - 1985 Davide Bracale - 1984 Paolo Casconi - 1983 Claudio Visci - 1982 Raffaele Mollica - 1981 Antonio Marchionne - 1980 Francesco Cesarini - 1979 Vincenzo Taglione - 1978 Franco Grossi - 1977 Vincenzo Pannone |